# Legalizzazione delle droghe

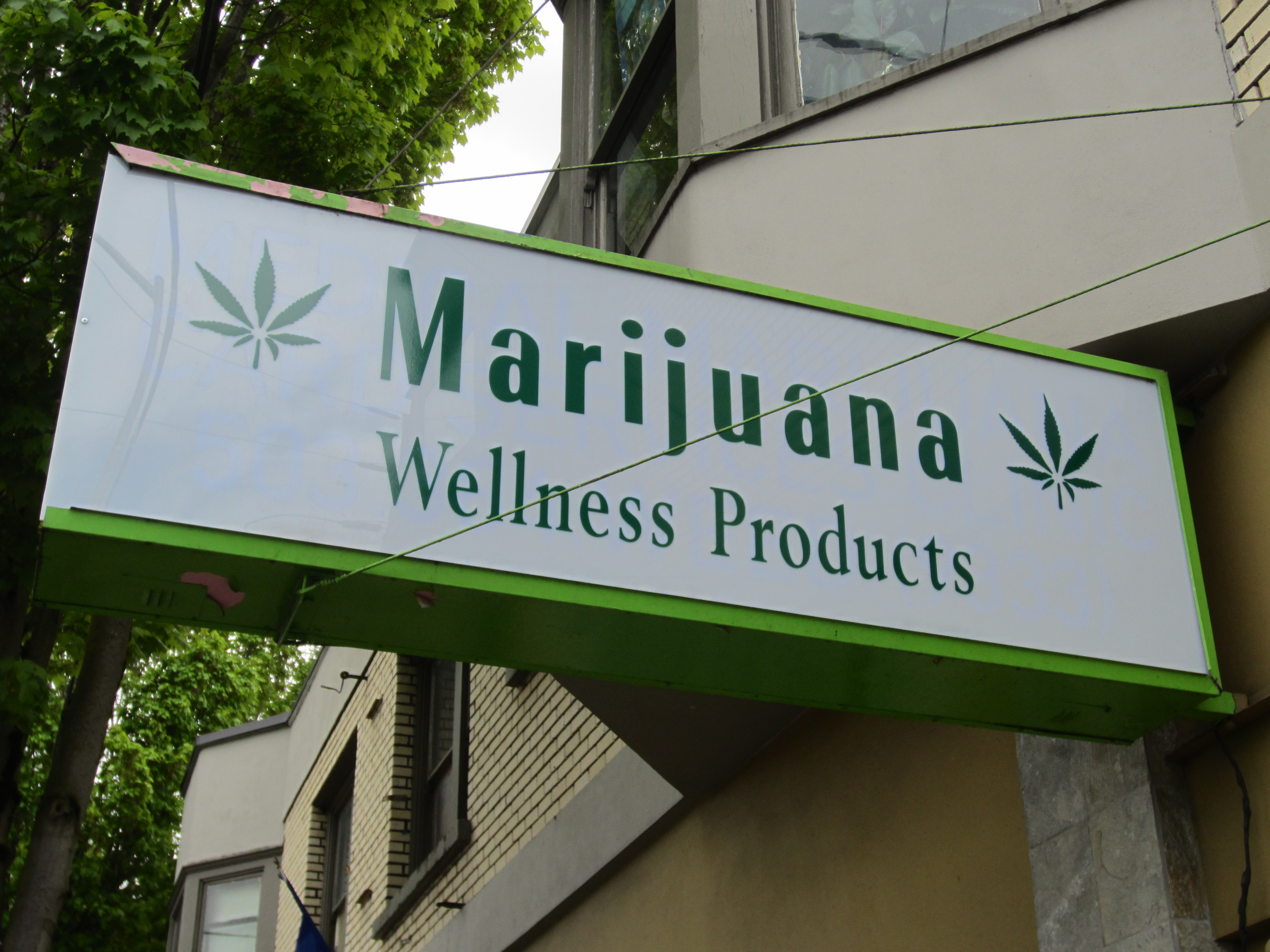
Un cartello per un negozio di cannabis a Portland, Oregon. Dal 2012 la cannabis è stata gradualmente legalizzata per uso ricreativo in alcuni stati degli Stati Uniti.

La legalizzazione delle droghe è una politica di eliminazione o riduzione di leggi proibitive su produzione, possesso, vendita o consumo di droghe. 

## Dibattito
La legalizzazione delle droghe costituisce un tema di grande dibattito: le ragioni addotte alla legalizzazione delle droghe da parte dei sostenitori sono il fallimento delle politiche di guerra alla droga, il ricavo ottenuto dalla tassazione, la riduzione di crimini a seguito della legalizzazione e il diritto di individui adulti ad usufruirne in maniera analoga a nicotina, alcol e caffeina, anch'essi droghe, senza interferenze da parte del governo; gli oppositori invece affermano che una legalizzazione generalizzata porti un maggior numero di persone ad accedere alle droghe, che sono una minaccia alla salute e allo stato sociale, e che la legalizzazione abbia ripercussioni negative sulle famiglie, costituendo una violazione al diritto dei bambini a crescere in un ambiente privo di droghe.

## Politiche
La Convenzione delle Nazioni Unite contro il traffico illecito di stupefacenti e di sostanze psicotrope del 1988 ha reso obbligatorio per i paesi firmatari "adottare le misure necessarie per definire come reati penali ai sensi del proprio diritto interno" (art. 3, § 1) tutte le attività legate alla produzione, vendita, trasporto, distribuzione, ecc. delle sostanze incluse negli elenchi più ristretti della Convenzione unica sugli stupefacenti del 1961 e della Convenzione sulle sostanze psicotrope del 1971. La criminalizzazione si applica anche alla "coltivazione di papavero da oppio, pianta di coca o cannabis allo scopo di produrre stupefacenti". La Convenzione distingue tra dolo di traffico e consumo personale, stabilendo che anche quest'ultimo deve essere considerato reato, ma «nel rispetto dei principi costituzionali e dei concetti fondamentali dell'ordinamento giuridico [dello Stato]» (art. 3, § 2).
I sostenitori della liberalizzazione della droga hanno ragioni diverse per sostenere la liberalizzazione e hanno proposte politiche diverse. Le due posizioni più comuni sono la legalizzazione (o ri-legalizzazione) della droga e la depenalizzazione della droga. L'Osservatorio europeo delle droghe e delle tossicodipendenze (OEDT) definisce la depenalizzazione come la rimozione di una condotta o di un'attività dalla sfera del diritto penale; depenalizzazione che significa semplicemente un allentamento della sanzione penale imposta dalla legge. La depenalizzazione si applica solitamente ai reati legati al consumo di droga e può comprendere sia l'irrogazione di sanzioni di diverso tipo (amministrative) sia l'abolizione di tutte le sanzioni; altre leggi (non penali) regolano poi la condotta o l'attività che è stata depenalizzata. La depenalizzazione consiste solitamente nel consumo personale così come nel piccolo commercio e significa generalmente l'eliminazione o la riduzione delle sanzioni detentive, mentre la condotta o l'attività rimane comunque un reato penale. Con il termine legalizzazione si intende l’eliminazione dal diritto penale di tutti i reati legati alla droga: uso, detenzione, coltivazione, produzione, commercio, ecc.
La riduzione del danno si riferisce a una serie di politiche di sanità pubblica progettate per ridurre le conseguenze dannose associate all’uso ricreativo di droghe e ad altre attività ad alto rischio. La riduzione del danno viene proposta come una prospettiva utile accanto agli approcci più convenzionali di riduzione della domanda e dell’offerta. Molti sostenitori sostengono che le leggi proibizioniste criminalizzano le persone che soffrono di una malattia e causano danni, ad esempio obbligando i tossicodipendenti a ottenere droghe di purezza sconosciuta da fonti criminali inaffidabili a prezzi elevati, aumentando il rischio di overdose e morte. I suoi critici temono che tollerare comportamenti rischiosi o illegali invii alla comunità il messaggio che tali comportamenti sono accettabili.

### Legalizzazione della droga
La legalizzazione delle droghe richiede un ritorno agli atteggiamenti pre-1906 del Pure Food and Drug Act negli Stati Uniti d'America, quando quasi tutte le droghe erano legali. Ciò richiederebbe la fine del divieto imposto dal governo sulla distribuzione, vendita e uso personale di determinate droghe (o di tutte) attualmente vietate. Le idee proposte spaziano dalla legalizzazione completa che eliminerebbe completamente tutte le forme di controllo governativo, a varie forme di legalizzazione regolamentata, in cui le droghe sarebbero legalmente disponibili, ma sotto un sistema di controllo governativo che potrebbe significare ad esempio:
- Etichette obbligatorie con dosaggio e avvertenze mediche.
- Restrizioni alla pubblicità.
- Limiti di età.
- Restrizioni sull'importo acquistato in una sola volta.
- Requisiti sulla forma in cui verranno forniti determinate droghe.
- Divieto di vendita a persone intossicate.
- Licenze d'uso speciali per l'acquisto di droghe particolari.
- Un possibile setting clinico per il consumo di alcune droghe per via endovenosa e/o consumo controllato.

Il sistema di legalizzazione regolamentato prevederebbe probabilmente una serie di restrizioni per diverse droghe, a seconda del rischio percepito, quindi mentre alcune droghe verrebbero vendute come prodotti da banco nelle farmacie o in altri esercizi autorizzati, le droghe con maggiori rischi di danni potrebbero essere disponibili solo per la vendita in locali autorizzati dove l'uso potrebbe essere monitorato e l'assistenza medica di emergenza resa disponibile. Esempi di droghe con diversi livelli di distribuzione regolamentata nella maggior parte dei paesi includono: caffeina (caffè, tè), nicotina (tabacco), e alcol etilico (birra, vino, superalcolici).
La legalizzazione completa è spesso proposta da gruppi come i libertari che si oppongono alle leggi sulla droga per motivi morali, mentre la legalizzazione regolamentata è suggerita da gruppi come Law Enforcement Against Prohibition che si oppongono alle leggi sulla droga sulla base del fatto che non riescono a raggiungere gli obiettivi dichiarati e peggiorano notevolmente i problemi associati all’uso di droghe proibite, ma riconoscono che ci sono danni associati alle droghe attualmente proibite che devono essere minimizzate. Non tutti i sostenitori della ri-legalizzazione della droga condividono necessariamente un quadro etico comune e le persone possono adottare questo punto di vista per una serie di ragioni. In particolare, favorire la legalizzazione delle droghe non implica l’approvazione dell’uso delle droghe. Poiché ogni Paese ha le proprie normative e la maggior parte distingue tra diverse classi di droghe, possono sorgere difficoltà quando si tratta di regolamentare quale dovrebbe essere più facilmente accessibile, poiché una particolare droga criminalizzata in un’area potrebbe essere completamente accettabile altrove.

### Depenalizzazione della droga
La depenalizzazione della droga richiede controlli e/o sanzioni ridotti o eliminati rispetto alle leggi esistenti. Ci sono sostenitori della depenalizzazione della droga che sostengono un sistema in base al quale coloro che usano e possiedono droghe per uso personale non sono penalizzati. Mentre altri sostengono l'uso di multe o altre punizioni per sostituire le pene detentive, e spesso propongono sistemi in base ai quali i consumatori di droga illegali catturati verrebbero multati, ma di conseguenza non riceverebbero precedenti penali permanenti. Una caratteristica centrale della depenalizzazione della droga è il concetto di riduzione del danno.
La depenalizzazione della droga è in un certo senso una via intermedia tra proibizione e legalizzazione, ed è stata criticata da Peter Lilley come "il peggio dei due mondi", quanto la vendita di droga sarebbe comunque illegale, perpetuando così i problemi associati all'abbandono della produzione. e distribuzione di droga al mondo criminale, senza però riuscire a scoraggiare l’uso illegale di droghe eliminando le sanzioni penali che altrimenti potrebbero indurre alcune persone a scegliere di non usare droghe.
Nel 2001 il Portogallo ha iniziato a trattare l’uso e il possesso di piccole quantità di droghe come un problema di salute pubblica. Invece di incarcerare coloro che ne sono in possesso, vengono indirizzati a un programma di trattamento da parte di un comitato regionale composto da assistenti sociali, professionisti medici ed esperti di droga. Ciò diminuisce anche la quantità di denaro che il governo spende per combattere una guerra alla droga e il denaro speso per tenere incarcerati i tossicodipendenti. Anche i tassi di infezione da HIV sono scesi da 104,2 nuovi casi per milione nel 2000 a 4,2 casi per milione nel 2015. Il Portogallo è il primo paese che ha depenalizzato il possesso di piccole quantità di droga, con risultati positivi. Chiunque venga sorpreso con qualsiasi tipo di droga in Portogallo, se destinata al consumo personale, non verrà imprigionato.
Come osservato dall’OEDT, negli ultimi decenni in tutta Europa si è assistito a un movimento verso “un approccio che distingue tra il narcotrafficante, visto come un criminale, e il consumatore di droga, visto più come un malato che necessita di cure" (OEDT 2008, 22). Allo stesso modo, diversi paesi dell’America Latina si sono mossi per ridurre le pene associate all’uso e al possesso personale di droga” (Laqueur, 2015, p. 748). Città del Messico ha depenalizzato alcune droghe e la Grecia ha depenalizzato il consumo di cannabis terapeutica. Anche la Spagna ha seguito il modello portoghese, mentre l’Italia, dopo aver aspettato 10 anni per osservare i risultati del modello portoghese, considerato un successo, ha recentemente seguito l’esempio. Nel maggio 2014, la Sezione Penale della Corte Suprema italiana ha confermato una precedente decisione del 2013 della Corte Costituzionale italiana, di ridurre le pene per le condanne per spaccio di droghe leggere.
Alcuni altri paesi hanno una depenalizzazione virtuale solo per la marijuana, inclusi tre stati degli Stati Uniti, Colorado, Washington e Oregon, lo stato australiano dell'Australia Meridionale, e in tutti i Paesi Bassi, dove ci sono caffè di marijuana legali. Nei Paesi Bassi questi caffè sono chiamati "coffee-shop".
Il Consiglio Senlis, un think tank europeo in materia di sviluppo e politica, sin dalla sua creazione nel 2002, ha sostenuto che la dipendenza dalla droga dovrebbe essere vista come un problema di sanità pubblica piuttosto che una questione puramente criminale. Il gruppo non sostiene la depenalizzazione delle droghe illegali. Dal 2003, il Consiglio ha chiesto la concessione di licenze per la coltivazione del papavero in Afghanistan al fine di produrre medicinali, come la morfina e la codeina, e per combattere la povertà nelle comunità rurali, rompendo i legami con il traffico illecito di droga. Il Consiglio ha delineato proposte per l'attuazione di un progetto basato sul papavero rustico da usare per scopi medici e chiesto un progetto pilota per la morfina afgana nella stagione di semina del 2007.

## Storia

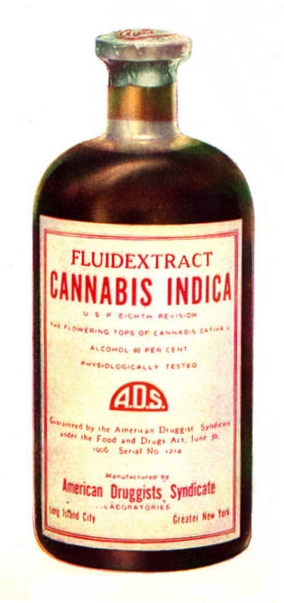
Prima del proibizionismo, la cannabis era disponibile liberamente in varie forme.

La coltivazione, l'uso e il commercio di droghe psicoattive e di altro tipo si sono verificati fin dagli albori della civiltà. Le motivazioni rivendicate dai sostenitori delle leggi sulla proibizione della droga in varie società ed epoche includevano l'osservanza religiosa, accuse di violenza da parte di minoranze razziali e preoccupazioni per la salute pubblica. Coloro che non sono sostenitori della legislazione antidroga caratterizzano queste motivazioni come intolleranza religiosa, razzismo e salutismo pubblico.
Gli inglesi erano entrati in guerra con la Cina nel XIX secolo in quella che divenne nota come la prima e la seconda guerra dell’oppio per proteggere il loro prezioso commercio di narcotici. Fu solo nel XX secolo che la Gran Bretagna e gli Stati Uniti misero fuori legge la cannabis. La campagna contro il proibizionismo dell'alcol culminò nel ventunesimo emendamento della Costituzione degli Stati Uniti che abrogava il divieto il 5 dicembre 1933, così come nella liberalizzazione in Canada e in alcuni, ma non in tutti gli altri paesi che applicavano il divieto. Tuttavia, anche in questi paesi continuano ad esistere molte leggi che controllano il consumo di alcol.
A metà del XX secolo, il governo degli Stati Uniti guidò un’importante e rinnovata ondata di proibizione della droga chiamata “Guerra alla droga”. Si trattava di una campagna il cui obiettivo era ridurre l'uso, il commercio e il mercato illegale della droga.
I primi tentativi di modificare le leggi punitive sulla droga introdotte in tutto il mondo dalla fine del 1800 in poi si basavano principalmente sull'uso ricreativo. Timothy Leary è stato uno dei più importanti sostenitori dell'uso legale e ricreativo dell'LSD. Nel 1967 in Gran Bretagna si tenne una manifestazione "Legalise pot" ("Legalizzate la cannabis"). Tuttavia, con l'aumento del numero delle vittime della guerra alla droga, altre organizzazioni iniziarono a formarsi per condurre campagne su basi più politiche e umanitarie. Negli anni '70 in Regno Unito è stato fondato Release, un ente di beneficenza che fornisce consulenza legale gratuita ai consumatori di droghe e conduce campagne per la depenalizzazione della droga, negli Stati Uniti con lo stesso scopo la Drug Policy Foundation nel 2000.
L’attenzione delle organizzazioni mondiali per la riforma delle politiche sulla droga è rivolta alla promozione della riduzione del danno nel mondo occidentale e al tentativo di prevenire la catastrofica perdita di vite umane nei paesi in via di sviluppo dove gran parte dell’offerta mondiale di eroina, cocaina e marijuana è consumata. prodotto. I sostenitori della riforma della politica sulla droga indicano tentativi falliti come la guerra messicana contro la droga, che secondo alcuni osservatori ha causato la morte di 80000 persone, come segnali della necessità di un nuovo approccio alla politica sulla droga.
Nel 2014 all'interno dell'Unione Europea è stata lanciata un'iniziativa dei cittadini europei chiamata Weed like to talk con l'obiettivo di avviare un dibattito in Europa sulla legalizzazione della produzione, vendita e uso di marijuana nell'Unione Europea e trovare una politica comune per tutti gli Stati membri dell’UE. Al 30 giugno 2014, l'iniziativa ha raccolto 100000 firme di cittadini negli Stati membri europei. Se avessero raggiunto 1 milione di firme, provenienti da cittadini di almeno un quarto degli Stati membri, la Commissione europea sarebbe stata tenuta ad avviare una proposta legislativa e un dibattito sulla questione.

## Economia
Le conseguenze economiche e sociali della criminalizzazione delle droghe sono numerose. Secondo l’economista Mark Thornton, il proibizionismo fa aumentare i prezzi della droga, della corruzione politica e dell’attività criminale. Produce anche droghe più pericolose e che creano dipendenza. In molti paesi in via di sviluppo la produzione di droghe offre una via per sfuggire alla povertà. Milton Friedman ha stimato che oltre 10000 morti all'anno negli Stati Uniti sono causati dalla criminalizzazione della droga, e se essa dovesse essere resa legale, le vittime innocenti come quelle uccise durante una sparatoria, cesserebbero o diminuirebbero. L'inefficienza economica e l'inefficacia di tale intervento governativo nel prevenire il traffico di droga è stata ferocemente criticata dai sostenitori della libertà del consumo di droga. Anche la guerra alla droga degli Stati Uniti, che ha provocato leggi in molti altri governi occidentali, ha raccolto critiche per questi motivi.
La legalizzazione delle droghe influenzerebbe la domanda e l'offerta di queste sostanze illegali. Il prezzo di produzione aumenterebbe a causa dei costi derivanti dal trasporto e dalla distribuzione di queste sostanze. È stato notato che la proibizione delle droghe ha portato ad una diminuzione del surplus del consumatore. La diminuzione dei consumi è dovuta all'aumento dei prezzi di queste droghe. Gli individui hanno risposto all’aumento dei prezzi partendo da livelli elevati, invece di rispondere ai prezzi che inizialmente erano bassi. Questo è un chiaro esempio del modo in cui vengono influenzate la domanda e l'offerta.

### Prezzi e consumo
Gran parte del dibattito che circonda l’economia della legalizzazione della droga è incentrato sulla forma della curva di domanda delle droghe illegali e sulla sensibilità dei consumatori alle variazioni dei prezzi delle droghe illegali. I sostenitori della legalizzazione della droga spesso presumono che la quantità di droghe che creano dipendenza, quando consumate, non rispondano alle variazioni di prezzo e tuttavia alcuni studi su sostanze che creano anche esse dipendenza, ma legali, come l'alcol e le sigarette, hanno dimostrato che il consumo può essere abbastanza reattivo a tali variazioni. Nello stesso studio, gli economisti Michael Grossman e Frank J. Chaloupka stimavano che una riduzione del 10% del prezzo della cocaina porterebbe ad un aumento del 14% nella frequenza del consumo di essa. Questo aumento indica che i consumatori sono reattivi alle variazioni di prezzo nel mercato della cocaina. Esistono anche prove che nel lungo periodo i consumatori sono molto più reattivi alle variazioni di prezzo che nel breve periodo, ma altri studi hanno portato ad un’ampia gamma di conclusioni.
Considerando che la legalizzazione porterebbe probabilmente ad un aumento dell’offerta di droghe, il modello economico standard prevede che la quantità consumate aumenterà e i prezzi diminuiranno. Tuttavia, Andrew E. Clark, un economista che ha studiato gli effetti della legalizzazione della droga, suggerisce che una tassa specifica, o sin tax, contrasterebbe l'aumento dei consumi. Inoltre la sua legalizzazione ridurrebbe il costo dell’incarcerazione di massa delle comunità emarginate, che sono quelle colpite in modo sproporzionato. Tra gli arrestati per possesso di droga o crimini legati ad essa, la maggior parte degli individui sono neri o ispanici.

### Costi associati
I sostenitori del proibizionismo della droga sostengono che molte esternalità negative, o costi di terzi, sono associati al consumo di droghe illegali. Esternalità come la violenza, gli effetti ambientali sui quartieri, l’aumento dei rischi per la salute e l’aumento dei costi sanitari sono spesso associati al mercato illegale della droga. Gli oppositori del proibizionismo sostengono che molte di queste esternalità sono create dalle attuali politiche sulla droga. Ritengono che gran parte della violenza associata al traffico di droga sia dovuta alla natura illegale del traffico di essa, dove non esiste un'autorità di mediazione per risolvere le controversie pacificamente e legalmente. La natura illegale del mercato incide anche sulla salute dei consumatori rendendo difficile l’acquisto di siringhe, il che spesso porta alla condivisione degli aghi. L’economista Milton Friedman sostiene che la proibizione delle droghe crea molte esternalità negative come l’aumento dei tassi di incarcerazione, il sotto-trattamento del dolore cronico, la corruzione, l’incarcerazione sproporzionata degli afroamericani, il danno aggravato per i consumatori, la distruzione dei centri urbani e danno ai paesi stranieri. I sostenitori della legalizzazione sostengono anche che il divieto diminuisce la qualità delle droghe prodotte, il che spesso porta a maggiori danni fisici, come overdose accidentali e avvelenamento, per i consumatori di droga. Steven D. Levitt e Ilyana Kuziemko sottolineano l'eccessivo affollamento delle carceri come un altro effetto collaterale negativo della guerra alla droga. Ritengono che mandando in prigione un numero così elevato di autori di reati legati alla droga, tale guerra abbia ridotto lo spazio carcerario disponibile per altri delinquenti. Questo aumento del tasso di incarcerazione non solo costa di più ai contribuenti, ma potrebbe anche aumentare la criminalità facendo in modo che pericolosi delinquenti vengano scarcerati per lasciare posto ad autori di reati legati alla droga.

### Costi diretti
Un economista di Harvard, Jeffrey Miron, ha stimato che porre fine alla guerra alla droga avrebbe significato iniettare 76,8 miliardi di dollari nell'economia americana nel 2010. Si stima che il governo risparmierebbe 41,3 miliardi di dollari per le forze dell'ordine e guadagnerebbe fino a 46,7 miliardi di dollari in entrate fiscali.
Da quando è iniziata la guerra alla droga sotto l’amministrazione del presidente Richard Nixon, il budget federale per la lotta alla droga è aumentato da 100 milioni di dollari nel 1970 a 15,1 miliardi di dollari nel 2010, con un costo totale stimato vicino a 1 trilione di dollari in 40 anni. Nello stesso periodo sono stati incarcerati circa 37 milioni di autori di reati non violenti legati alla droga. Sono stati spesi 121 miliardi di dollari per arrestare questi delinquenti e 450 miliardi di dollari per incarcerarli.

### Dimensioni del mercato della droga illegale
Secondo i dati del 2013 dell’Ufficio delle Nazioni Unite per il controllo della droga e la prevenzione del crimine (UNODC) e dell’agenzia europea per la lotta alla criminalità Europol, il commercio annuale globale di droga vale circa 435 miliardi di dollari all’anno, di cui 84 miliardi per il commercio annuale di cocaina.

## Politiche per paese

### Asia

#### Filippine
Il senatore Bato dela Rosa, nonostante avesse la reputazione di aver guidato la guerra alla droga durante la presidenza di Rodrigo Duterte come capo della polizia nazionale filippina, ha presentato al Senato un disegno di legge nel novembre 2022 proponendo la depenalizzazione dell’uso illegale di droghe. Questa proposta era un tentativo di affrontare il sovraffollamento delle carceri e il sottoutilizzo dei centri di recupero dalla droga. Sebbene la proposta non includa il traffico e la produzione di droga, il disegno di legge ha incontrato l'opposizione delle forze dell'ordine che ritengono che invierebbe un "segnale sbagliato" e incoraggerebbe l'abuso di droga. Il Dipartimento della Salute ha sostenuto la proposta.

#### Thailandia
Sebbene la Thailandia abbia una politica antidroga rigorosa, nel maggio 2018 il governo ha approvato un progetto di legge che consente ulteriori ricerche sugli effetti della marijuana sulle persone. Pertanto, l’Organizzazione Farmaceutica Governativa (GPO) inizierà gli studi clinici sulla marijuana come passo preliminare nella produzione di farmaci da questa pianta. Questi studi medici sono considerati entusiasmanti, nuove pietre miliari nella storia della Thailandia, perché la produzione, lo stoccaggio e l'uso della marijuana sono stati completamente banditi in Thailandia dal 1979.
Il 9 novembre 2018, l’Assemblea nazionale della Thailandia ha proposto ufficialmente di consentire l’uso medico autorizzato della marijuana, legalizzando così quella che in precedenza era considerata una droga pericolosa.
L'Assemblea nazionale ha presentato i suoi emendamenti al Ministero della Salute, che hanno permesso di inserire la marijuana e il kratom vegetale nella categoria che ne consente il possesso e la distribuzione autorizzati in condizioni regolamentate. Il ministero ha esaminato gli emendamenti prima di inviarli al gabinetto, che li ha rinviati all’Assemblea nazionale per il voto finale. Questo processo è stato completato il 25 dicembre 2018. Pertanto, la Thailandia è diventata il primo paese asiatico a legalizzare la cannabis medica. Questi cambiamenti non consentirono l'uso ricreativo delle droghe. Queste azioni sono state intraprese a causa del crescente interesse nell’uso della marijuana e dei suoi componenti per il trattamento di alcune malattie.
La cannabis è stata depenalizzata in Thailandia il 9 giugno 2022, rendendo legale anche l'uso ricreativo, sebbene fumarla in pubblico possa ancora far incorrere in sanzioni i consumatori perché considerato un fastidio pubblico. I sostenitori della legalizzazione ritengono che il mercato legale della marijuana in Thailandia potrebbe aumentare fino a 5 miliardi di dollari entro il 2024.

### Europa

#### Francia
A seguito di un dibattito controverso, la Francia ha aperto il suo primo centro di iniezione supervisionato l'11 ottobre 2016. Marisol Touraine, ministro della Salute, ha dichiarato che il centro rappresenta "una risposta politica forte, per una politica pragmatica e responsabile che riporti le persone ad alto rischio verso il sistema sanitario anziché stigmatizzarle." Il centro si trova vicino alla Gare du Nord di Parigi.

#### Germania
Nel 1994 la Corte Costituzionale Federale ha stabilito che la dipendenza dalla droga non è un crimine, così come non lo è il possesso di piccole quantità di droghe per uso personale. Nel 2000 la legge tedesca sugli stupefacenti ("BtmG") è stata modificata per consentire sale controllate per l'iniezione di droghe. Nel 2002, uno studio pilota è stato avviato in sette città tedesche per valutare gli effetti del trattamento assistito dall'eroina sui tossicodipendenti, rispetto al trattamento assistito dal metadone. I risultati positivi dello studio hanno portato nel 2009 all’inclusione della terapia assistita con eroina tra i servizi dell’assicurazione sanitaria obbligatoria. Il 4 maggio 2016 il Consiglio dei Ministri tedesco ha deciso di approvare la misura per la cannabis legale per i pazienti gravemente malati che hanno consultato un medico e "non hanno alternative terapeutiche". La Germania ha inoltre deciso che consentirà entro la fine del 2023, entro certi limiti, l’uso e la coltivazione di hashish e marijuana in tutto il Paese.

#### Irlanda
Il 2 novembre 2015, Aodhán Ó Ríordáin, ministro responsabile della Strategia nazionale contro la droga, ha annunciato che l'Irlanda intendeva introdurre sale per le iniezioni controllate. Il ministro ha inoltre sottolineato che il possesso di sostanze controllate sarà depenalizzato, sebbene l'approvvigionamento e la produzione rimarranno criminalizzate. Il 12 luglio 2017, il comitato sanitario del governo irlandese ha respinto un disegno di legge che avrebbe legalizzato la cannabis medica.

#### Norvegia
Il 14 giugno 2010, la commissione Stoltenberg ha raccomandato l’implementazione del trattamento assistito dall’eroina e l’ampliamento delle misure di riduzione del danno. Il 18 giugno 2010, Knut Storberget, ministro della Giustizia e della Polizia, ha annunciato che il ministero stava lavorando a una nuova politica sulla droga che prevedeva la depenalizzazione secondo il modello portoghese, che doveva essere presentata al parlamento prima delle prossime elezioni generali. Tuttavia, Storberget ha successivamente cambiato le sue dichiarazioni, dicendo che il dibattito sulla depenalizzazione è "per gli accademici", chiedendo invece un trattamento coercitivo. All'inizio di marzo 2013, il ministro dei servizi sanitari e assistenziali Jonas Gahr Støre ha proposto di depenalizzare l’inalazione di eroina entro il 2014 come misura per ridurre le overdosi di droga. Nel 2011 ci sono state 294 overdose mortali, rispetto a soli 170 decessi legati al traffico.
Il paese sta attualmente preparando un massiccio cambiamento politico in termini di come affrontare il consumo di droga e il possesso di droga per uso personale. La riforma intitolata “Dalla punizione all’aiuto” è stata approvata dal governo norvegese nel 2017 ed è ora nella fase finale di approvazione da parte del parlamento. La nuova politica di riforma sottolinea che la criminalizzazione del consumo di droga non ha alcun effetto significativo sui tassi di consumo e che la dipendenza viene affrontata meglio dai servizi sanitari, da qui lo slogan "dalla punizione all'aiuto". Invece di multe o carcere, una persona sorpresa con una quantità di droga per uso personale verrà ora incontrata da un comitato indipendente composto da operatori socio-sanitari che discuterà delle sanzioni amministrative o dei metodi di trattamento della dipendenza. Si spera che ciò incoraggi gli utenti problematici a cercare aiuto piuttosto che temere di essere perseguiti. C'è anche la speranza che ciò migliori il rapporto tra i tossicodipendenti e le forze dell'ordine. Gli oppositori della riforma, comprese le forze di polizia e il partito del progresso, temono che il consumo di droga aumenterà una volta che una persona non sarà più a rischio di affrontare accuse penali. Il governo norvegese nel 2021 ha deciso di depenalizzare il possesso e il consumo di piccole dosi di una decina di droghe tra le quali la cannabis, la cocaina e l'eroina.

#### Paesi Bassi
La politica antidroga dei Paesi Bassi si basa su 2 principi:
1. Il consumo di droga è un problema di salute pubblica, non una questione penale
2. Esiste una distinzione tra droghe pesanti e leggere

La cannabis rimane una sostanza controllata nei Paesi Bassi e sia il possesso che la produzione per uso personale sono ancora reati punibili con una multa. Anche i coffee shop che vendono cannabis sono illegali secondo gli statuti.
Tuttavia, una politica di non applicazione delle norme ha portato a una situazione in cui è diventato comune fare affidamento sulla non applicazione delle norme e per questo motivo i tribunali si sono pronunciati contro il governo quando i singoli casi sono stati perseguiti.

#### Portogallo
Nel 2001, il Portogallo è diventato il primo paese europeo ad abolire tutte le sanzioni penali per il possesso personale di droga, ai sensi della legge 30/2000. Inoltre, ai tossicodipendenti doveva essere fornita una terapia piuttosto che pene detentive. Una ricerca commissionata dal Cato Institute e guidata da Glenn Greenwald ha rilevato che nei cinque anni successivi all’inizio della depenalizzazione, l’uso illegale di droghe da parte degli adolescenti era diminuito, il tasso di infezioni da HIV tra i tossicodipendenti era diminuito, i decessi legati all’eroina e droghe simili erano diminuiti, sono stati ridotti di oltre la metà e il numero di persone in cerca di cure per la tossicodipendenza è raddoppiato. Tuttavia, Peter Reuter, professore di criminologia e politiche pubbliche presso l'Università del Maryland, ha suggerito che i tassi di consumo di eroina e i relativi decessi potrebbero essere dovuti alla natura ciclica delle epidemie di droga, ma ha ammesso nel 2009 che "la depenalizzazione in Portogallo ha raggiunto il suo obiettivo principale. Il consumo di droga non è aumentato." Nel 2023 il consumo di droghe illecite è aumentato del 7,8%, rispetto al 2001, quando le politiche erano state attuate.

#### Repubblica Ceca
Nella Repubblica Ceca, fino al 31 dicembre 1998 costituiva reato solo il possesso di droga "per conto di terzi" (cioè con l'intenzione di venderla) e la produzione, l'importazione, l'esportazione, l'offerta o la mediazione, che era e rimane criminale, mentre il possesso per uso personale rimaneva legale.
Il 1º gennaio 1999 è entrata in vigore una modifica del codice penale, necessaria per allineare la normativa ceca sugli stupefacenti alla Convenzione unica sugli stupefacenti, che criminalizza il possesso di "quantità più grandi che piccole" anche per uso personale (art. 187a c.p.) mentre il possesso di piccole quantità per uso personale diventava reato.
La pratica giudiziaria è giunta alla conclusione che la "quantità più grande che piccola" deve essere da cinque a dieci volte più grande (a seconda della droga) di una dose singola abituale di un consumatore medio.
Il 14 dicembre 2009 il governo della Repubblica ceca ha adottato il regolamento n. 467/2009 Coll., entrato in vigore il 1º gennaio 2010, che ha precisato cosa significa "quantità più grande che piccola" ai sensi del codice penale, subentrando di fatto alle quantità che erano già accertati dalla precedente prassi giudiziaria. Secondo la normativa, una persona può possedere fino a 15 grammi di marijuana o 1,5 grammi di eroina senza dover affrontare alcuna accusa penale. Queste quantità erano più alte (spesso molte volte) rispetto a qualsiasi altro paese europeo, rendendo forse la Repubblica Ceca il paese più liberale dell’Unione Europea quando si tratta di liberalizzazione della droga, a parte il Portogallo. La Repubblica Ceca ha anche la più alta prevalenza del consumo di cannabis all'inizio degli anni 2010 tra i giovani adulti (15-34 anni) (18,5% nel 2012) tra i 30 paesi che riferiscono all’EMCDDA.
Ai sensi del regolamento n. 467/2009 Coll, il possesso delle seguenti quantità o meno di droghe illecite doveva essere considerato più grande che piccolo ai fini del codice penale e doveva essere trattato come un reato soggetto a una multa pari a un biglietto del parcheggio:
- Marijuana 15 grammi (o cinque piante)
- Hashish 5 grammi
- Funghi magici 40 pezzi
- Peyote 5 piante
- LSD 5 compresse
- Ecstasy 4 compresse
- Anfetamine 2 grammi
- Metanfetamina 2 grammi
- Eroina 1,5 grammi
- Coca 5 piante
- Cocaina 1 grammo

Nel 2013, un tribunale distrettuale di Liberec stava valutando il caso di una persona accusata di possesso criminale perché possedeva 3,25 grammi di metanfetamina (1,9 grammi di metanfetamina base pura), ben oltre il limite di 2 grammi stabilito dal regolamento. La Corte ha ritenuto che basare una decisione su un mero regolamento sarebbe incostituzionale e contrario all'articolo 39 della Carta ceca dei diritti e delle libertà fondamentali, il quale afferma che "solo una legge può stabilire quali atti costituiscano un reato e quali sanzioni o altri danni ai diritti o alla proprietà possano essere imposti per averli commessi” e ha proposto alla Corte Costituzionale di abolire il regolamento. In linea con la tesi dei tribunali distrettuali, la Corte Costituzionale ha abolito il regolamento con effetto dal 23 agosto 2013, rilevando che "la quantità più grande che piccola" ai sensi del codice penale può essere designata solo mediante una legge del Parlamento, e non un regolamento governativo. Inoltre, la Corte Costituzionale ha osservato che il regolamento si limita a riprendere la prassi giudiziaria già esistente di interpretazione di ciò che costituisce "quantità più grande che piccola" e quindi la sua abolizione non cambierà realmente la criminalità del possesso di droga nel paese. Pertanto, le quantità sopra menzionate del regolamento ormai inefficace rimangono come base per l’esame della polizia e dei pubblici ministeri, mentre i tribunali non sono vincolati dalla grammatura precisa.
La vendita di qualsiasi quantità (non l'acquisto) rimane un atto criminale. Il possesso di "quantità più grande che piccola" di marijuana può comportare una pena detentiva fino a un anno. Per le altre droghe illecite la pena arriva fino a due anni. I reati di traffico e produzione (a parte la coltivazione fino a cinque piante di marijuana) prevedono pene più severe.
L'uso medico della cannabis su prescrizione è legale e regolamentato dal 1º aprile 2013.

#### Ucraina
L'uso della marijuana in Ucraina non è vietato, ma la produzione, lo stoccaggio, il trasporto e la vendita di cannabis e dei suoi derivati sono soggetti a responsabilità amministrativa e penale.
Si parla da tempo della legalizzazione delle droghe leggere in Ucraina. Nel giugno 2016 il Parlamento ha ricevuto un disegno di legge sulla legalizzazione della marijuana per scopi medici. Si trattava di modifiche alla legge attuale "Sugli stupefacenti, sostanze psicotrope e precursori" ed è stato registrato con il numero 4533. Il documento deve essere esaminato dalla commissione competente e poi presentato al governo. Si prevedeva che ciò accadesse nell'autunno del 2016, ma il disegno di legge non è stato preso in considerazione.
Nell'ottobre 2018 sul sito web degli "appelli elettronici" è apparsa una petizione indirizzata al presidente dell'Ucraina chiedendo la legalizzazione della marijuana.
Nell'ottobre 2018, il Servizio statale ucraino per il controllo della droga ha rilasciato la prima licenza per l'importazione e la riesportazione di materie prime e prodotti derivati dalla cannabis. Le licenze corrispondenti sono state ottenute dalla società statunitense C21. L’azienda sta inoltre richiedendo licenze aggiuntive, inclusa la coltivazione di cannabis.

### America Latina
Tra la fine degli anni 2000 e l’inizio degli anni 2010, in America Latina è aumentata la difesa della legalizzazione della droga. Alla guida del movimento, il governo uruguaiano ha annunciato nel 2012 l'intenzione di legalizzare le vendite di marijuana controllate dallo stato al fine di combattere i crimini legati alla droga. Alcuni paesi di questa regione hanno già fatto progressi verso la depenalizzazione dei consumi personali.

#### Argentina
Nell'agosto 2009, la Corte Suprema dell'Argentina ha dichiarato in una sentenza storica che era incostituzionale perseguire i cittadini per il possesso di droghe per uso personale: "gli adulti dovrebbero essere liberi di prendere decisioni sullo stile di vita senza l'intervento dello Stato". La decisione ha interessato il secondo comma dell'articolo 14 della legislazione nazionale sul controllo della droga (legge numero 23.737) che punisce il possesso di droghe per consumo personale con pene detentive da un mese a due anni (anche se le misure educative o terapeutiche possono essere sanzioni sostitutive). L'incostituzionalità dell'articolo riguarda i casi di detenzione di stupefacenti per consumo personale che non arrechi danno ad altri.

#### Brasile
Nel 2002 e nel 2006, il Brasile ha subito modifiche legislative, che hanno portato ad una parziale depenalizzazione del possesso per uso personale. Le pene detentive non furono più applicate e furono sostituite da misure educative e servizi comunitari. Tuttavia, la legge del 2006 non fornisce mezzi oggettivi per distinguere tra utenti e trafficanti. Esiste una disparità tra la depenalizzazione del consumo di droga e l'aumento della penalizzazione della vendita di droga, punibile con pene detentive massime di 5 anni per la vendita di quantità molto piccole di droga. La maggior parte delle persone incarcerate per traffico di droga sono delinquenti sorpresi a vendere piccole quantità, tra cui tossicodipendenti che la vendono per finanziare le loro abitudini di consumo. Dal 2006 si discute molto se la legge antidroga sia contraria alla Costituzione e al principio della libertà personale. Nel 2009, la Corte Suprema Federale ha rimesso in discussione la legge per valutare se sia costituzionale o no, precisamente se vada contro la libertà di scelta personale. Poiché ogni ministro all'interno del tribunale può prendersi un tempo personale per valutare la legge, la votazione può richiedere anni. Nel 2015, infatti, le votazioni sono state riaperte, 3 ministri hanno votato a favore, poi la legge è stata nuovamente sospesa da un altro ministro.

#### Colombia
Il presidente guatemalteco Otto Pérez Molina e il presidente colombiano Juan Manuel Santos hanno proposto la legalizzazione della droga nel tentativo di contrastare il fallimento della guerra alla droga, che si dice abbia prodotto scarsi risultati a un costo enorme. Il 25 maggio 2016, il congresso colombiano ha approvato la legalizzazione della marijuana per uso medico.

#### Costa Rica[91][92]
La Costa Rica ha depenalizzato le droghe per il consumo personale. La produzione o la vendita di droghe è ancora un reato punibile con la prigione.

#### Ecuador
Secondo la Costituzione dell’Ecuador del 2008, all’articolo 364, lo Stato ecuadoriano non considera il consumo di droga un crimine ma solo un problema sanitario. Dal giugno 2013 l'ufficio statale di regolamentazione delle droghe CONSEP ha pubblicato una tabella che stabilisce le quantità massime trasportate dalle persone per essere considerate in possesso legale e tale persona come non venditrice di droghe. La CONSEP ha stabilito, nella sua ultima assemblea generale, che siano considerate quantità massime consumabili le seguenti quantità: 10 grammi di marijuana o hashish, 4 grammi di oppiacei, 100 milligrammi di eroina, 5 grammi di cocaina, 0,020 milligrammi di LSD e 80 milligrammi di metanfetamina o MDMA".

#### Honduras
Il 22 febbraio 2008, il presidente dell'Honduras, Manuel Zelaya, ha invitato gli Stati Uniti a legalizzare la droga, al fine, ha detto, di prevenire la maggior parte degli omicidi violenti che si verificano in Honduras. L’Honduras è utilizzato dai trafficanti di cocaina come punto di transito tra la Colombia e gli Stati Uniti. L'Honduras, con una popolazione di 7 milioni di persone colpite da una media di 8-10 omicidi al giorno, di cui circa il 70% è il risultato di questo traffico internazionale di droga. Lo stesso problema si sta verificando in Guatemala, El Salvador, Costa Rica e Messico, secondo Zelaya.

#### Messico
Nell'aprile 2009, il Congresso messicano ha approvato modifiche alla Legge sanitaria generale che depenalizzano il possesso di droghe illegali per consumo immediato e uso personale consentendo a una persona di possedere fino a 5 g di marijuana o 500 mg di cocaina. L'unica restrizione è che le persone in possesso di droga non dovrebbero trovarsi nel raggio di 300 metri da scuole, dipartimenti di polizia o istituti penitenziari. Sono stati depenalizzato anche l'oppio, l'eroina, l'LSD e altre droghe sintetiche, che non saranno considerate reato purché la dose non superi il limite stabilito dalla Legge sanitaria generale. Molti mettono in dubbio questi provvedimenti, poiché la cocaina è sintetizzata tanto quanto l'eroina ed entrambe sono estratti dalle piante. La legge stabilisce soglie di dosaggio molto basse e definisce rigorosamente la dose per consumo personale. Per coloro che vengono arrestati con una quantità superiore alla soglia consentita dalla legge possono incorrere in pesanti pene detentive, poiché verranno considerati piccoli trafficanti anche senza prove che la quantità fosse destinata alla vendita.

#### Uruguay
L'Uruguay è uno dei pochi paesi che non ha mai criminalizzato il possesso di droghe per uso personale. Dal 1974 la legge non stabilisce limiti quantitativi, lasciando alla discrezionalità del giudice stabilire se l'intento fosse un uso personale. Una volta accertato dal giudice che la quantità detenuta era destinata ad uso personale, non sono previste sanzioni.
Nel giugno 2012, il governo uruguaiano ha annunciato l’intenzione di legalizzare le vendite di marijuana (controllate dallo Stato) al fine di combattere i crimini legati alla droga. Il governo ha anche affermato che avrebbe chiesto ai leader globali di fare lo stesso.
Il 31 luglio 2013, la Camera dei Rappresentanti uruguaiana ha approvato, con un voto di 50 contro 46, un disegno di legge per legalizzare la produzione, distribuzione, vendita e consumo di marijuana. Il disegno di legge è poi passato al Senato, dove la coalizione di maggioranza di sinistra, il Fronte Ampio, ha ottenuto una comoda maggioranza. Il disegno di legge è stato approvato dal Senato con i voti 16-13 del 10 dicembre 2013. Il disegno di legge è stato presentato al presidente José Mujica, anch'egli della coalizione del Fronte Ampio, che sostiene la legalizzazione dal giugno 2012. Collegando questo voto alla legalizzazione della marijuana da parte degli stati americani Colorado e Washington nel 2012, John Walsh, politico esperto sulla droga del Washington Office on Latin America, ha affermato che "il momento per l'Uruguay è quello giusto. A causa dei voti a favore della legalizzazione del Colorado e dello Stato di Washington dello scorso anno, il governo degli Stati Uniti non è nella posizione di intimorire l'Uruguay o altri che potrebbero seguirlo".
Nel luglio 2014, i funzionari governativi hanno annunciato che parte dell'attuazione della legge (la vendita di cannabis attraverso le farmacie) sarebbe stata rinviata al 2015, poiché "ci sono difficoltà pratiche". Le autorità coltiveranno tutta la cannabis che può essere venduta legalmente. La concentrazione di THC deve essere pari o inferiore al 15%. Nell'agosto 2014, un candidato presidenziale dell'opposizione, che non era stato eletto alle elezioni presidenziali del novembre 2014, ha affermato che la nuova legge non sarebbe mai stata applicata perché non era realizzabile. Il governo ha legalizzato la vendita tramite farmacia di cannabis dal 19 luglio 2017.

### Nord America

#### Canada
La coltivazione della cannabis è attualmente legale in Canada, con eccezioni solo per Manitoba e Quebec. I cittadini possono coltivare fino a 4 piante per residenza, per uso personale. L'uso ricreativo della cannabis da parte del grande pubblico è legale con restrizioni sul fumo in luoghi pubblici che variano a seconda della giurisdizione. Anche la vendita di semi di marijuana è legale.
Nel 2001, The Globe and Mail ha riferito che un sondaggio ha rilevato che il 47% dei canadesi era d'accordo con l'affermazione: "L'uso della marijuana dovrebbe essere legalizzato" nel 2000, rispetto al 26% nel 1975. Un sondaggio successivo ha rilevato più della metà dei canadesi era favorevole alla legalizzazione. Tuttavia, nel 2007, il governo del Primo Ministro Stephen Harper ha presentato il disegno di legge C-26 per modificare il Controlled Drugs and Substances Act del 1996 per introdurre una legge più restrittiva con sanzioni minime più elevate per i crimini legati alla droga. Il disegno di legge 26 è morto in commissione dopo lo scioglimento del 39º parlamento canadese nel settembre 2008, ma il disegno di legge è stato successivamente riproposto dal governo due volte.
Nel 2015, il primo ministro Justin Trudeau e il Partito liberale del Canada hanno promesso di legalizzare la marijuana. approvato il Cannabis Act, che ha reso legale la marijuana in tutto il Canada il 17 ottobre.
Dopo la legalizzazione, il paese ha istituito un sistema online per consentire ai consumatori di acquistare un'ampia varietà di prodotti che vanno da erbe, estratti, capsule di olio e accessori. La maggior parte delle province fornisce anche una sede per l'acquisto tramite negozi fisici.
Nel 2021 i consigli comunali di Vancouver e Toronto hanno votato per depenalizzare il semplice possesso di tutte le droghe; e ha presentato proposte per richiedere un'esenzione speciale al ministro federale della Sanità, citando innumerevoli benefici scientifici, psicologici, medici e socioeconomici.
All’inizio del 2022, la Provincia della Columbia Britannica ha presentato la propria richiesta di esenzione, seguendo da vicino il modello di Vancouver. Nell'aprile di quell'anno, il Consiglio comunale di Edmonton aveva anche approvato una mozione per richiedere l'esenzione dalle leggi federali sull'applicazione della droga al fine di depenalizzare il "semplice possesso personale" di droghe illegali, votando a favore 11-2.
Il 31 maggio 2022, il governo federale del Canada ha approvato la proposta della Columbia Britannica di depenalizzare tutte le droghe "pesanti" come l'eroina e il fentanyl, la cocaina e la metanfetamina. Dal 1º gennaio 2023, i colombiani britannici di età pari o superiore a 18 anni potranno trasportare fino a un totale cumulativo di 2,5 grammi di queste sostanze illecite senza il rischio di arresto o accuse penali. La polizia non deve confiscare la droga e non vi è alcun obbligo che le persone trovate in possesso richiedano cure. Tuttavia, la produzione, il traffico e l’esportazione di queste droghe rimarranno illegali.

### Stati Uniti d'America

#### The Controlled Substance Act
Il Controlled Substance Act (CSA) classifica tutte le sostanze che necessitano di regolamentazione in uno dei cinque elenchi previsti dalla legge federale. La categorizzazione di queste sostanze è determinata dal potenziale di abuso e dalla sicurezza del consumo. Inoltre, un fattore determinante è il modo in cui la sostanza può essere consumata o utilizzata a scopo medico. Nell'Allegato le sostanze sono state descritte come quelle che non hanno alcun uso medico; il che significa che non esiste una prescrizione scritta per tale sostanza. Le sostanze dell'Allegato II sono quelle di cui si può facilmente abusare e portare alla dipendenza. È possibile accedere a queste sostanze solo tramite prescrizione scritta o elettronica di un medico. Le sostanze dell'Allegato III sono classificate come quelle che hanno un minor potenziale di abuso rispetto alle Schede I e II, ma possono comunque causare all'individuo lo sviluppo di una lieve dipendenza. Le sostanze dell'Allegato IV sono quelle con la minore probabilità di abuso, quindi il loro uso medico è comune negli Stati Uniti. Infine, le sostanze dell'Allegato V sono quelle con poca o nessuna probabilità di abuso, insieme a uno sviluppo di dipendenza molto minimo.
Nelle sue fasi iniziali, il CSA è stato creato per coniugare le esigenze di due trattati internazionali. Questi trattati erano conosciuti come Convenzione unica sugli stupefacenti del 1961 e Convenzione sulle sostanze psicotrope del 1971. Entrambi i trattati consentivano alle autorità sanitarie pubbliche di collaborare con le comunità mediche e scientifiche per creare un sistema di classificazione.

#### Legalizzazione

- Blu: Legale per uso ricreativo
- Verde: Legale per uso medico
- Grigio: Illegale
- D: Depenalizzato

Nel 2024, prima delle elezioni presidenziali di novembre, 38 stati, Washington D.C., e alcuni territori U.S. permettono l'uso medico della cannabis. Di questi 38, 24 ne permettono anche l'uso ricreativo, come per Washington D.C. gli elettori del Dakota del Nord e del Dakota del Sud e della Florida decideranno sull'uso ricreativo a novembre, e gli abitanti del Nebraska voteranno sull'uso di cannabis per ragioni mediche. La legalizzazione in alcuni stati ha creato significative tensioni legali e politiche tra governi federali e statali e talvolta fra stati. Le leggi statali in conflitto con la legge federale riguardo la cannabis rimangono valide e prevengono la prosecuzione a livello statale quantunque la sostanza sia illegale sotto la legge federale come determinato con la sentenza Gonzales v. Raich nel 2005 dalla Corte suprema degli Stati Uniti d'America.
In tutti gli Stati Uniti, varie persone e gruppi hanno sostenuto la legalizzazione della marijuana per ragioni mediche. Organizzazioni come NORML e il Marijuana Policy Project lavorano per decriminalizzare e legalizzare il possesso, l'uso, la coltivazione e il commercio di marijuana da parte di adulti. Nel 1996, il 56% dei elettori in California ha votato per il California Proposition 215, legalizzandone la coltivazione e l'impiego per scopi medici, rendendo la California allo stesso tempo sia il primo stato a proibirla, nel 1913, sia il primo a legalizzarla.
Il 6 novembre 2012, gli stati di Washington e Colorado hanno legalizzato il possesso di piccole quantità di marijuana per uso ricreativo privato e hanno creato un processo per la legiferazione per la coltivazione e distribuzione legale all'interno di ogni stato dopo aver legalizzato la cannabis per uso terapeutico nel 1998 e nel 2000, rispettivamente. Nel 2014, gli elettori in Oregon, Alaska, e Washington D.C. hanno votato per legalizzarne l'uso ricreativo, come la California nel 2016, con la promulgazione del California Proposition 64, e il Michigan nel 2018. Nel 2019, l'Illinois ha approvato il Illinois Cannabis Regulation and Tax Act, rendendo l'Illinois il primo stato a legalizzare una droga per un atto della legislatura statale, entrato in vigore il 1 gennaio 2020. Nel 2020 l'Oregon ha decriminalizzato il possesso di tutte le droghe con la misura elettorale Measure 110, tuttavia nel 2024, il senato locale vara un disegno di legge che ripristina il divieto sulle droghe pesanti quali l'eroina in seguito a un contraccolpo pubblico su gli impatti della misura. Nel 2021 New York ha legalizzato l'uso da parte di adulti di cannabis approvando il Marijuana Regulation and Taxation Act (MRTA).
Negli Stati Uniti il movimento per legalizzare la psilocibina ha inizio nel 2019 con Denver, Colorado, che la decriminalizza nel maggio dello stesso anno. Le città di Oakland e Santa Cruz, in California, l'hanno decriminalizzata rispettivamente nel giugno 2019 e nel gennaio 2020. Washington D.C. segue nel novembre 2020, così come Somerville, Massachusetts, nel gennaio 2021, e successivamente i limitrofi Cambridge e Northampton nel febbraio e marzo 2021, nell'ordine. Nell'ottobre del 2021 Seattle e Washington diventano le più grandi città statunitensi in un elenco crescente. Detroit, Michigan, segue nel novembre del 2021.
Gli elettori dell'Oregon hanno approvato nel 2020 una misura elettorale che lo ha reso il primo stato che oltre a decriminalizzare la psilocibina ne permette anche un uso controllato. Colorado segue con una misura simile nel 2022. L'uso, vendita, e possesso della sostanza sono illegali sotto la legge federale.
Nella primavera del 2024, lo stato del Missouri approva un nuovo disegno di legge (SB 768) che legalizza il trattamento con psilocibina per veterani al di sopra dei 21 anni di età che soffrono di disturbo da stress post-traumatico, disturbo depressivo maggiore, disturbo da uso di sostanze e per coloro che richiedono cure di fine vita. La proposta è stata in primis introdotta dal senatore repubblicano Holly Thompson Rehder, che rappresenta varie contee del sud Missouri.

### Oceania

#### Australia
Nel 2016, l’Australia ha legalizzato la cannabis medicinale a livello federale.
Dal 1985, il governo federale ha portato avanti una dichiarata "guerra alla droga" e mentre inizialmente l'Australia era leader mondiale nell'approccio di "minimizzazione del danno", da allora è rimasta indietro.
L'Australia ha una serie di partiti politici che si concentrano sulla riforma della cannabis, il Help End Marijuana Prohibition Party (HEMP) è stato fondato nel 1993 e registrato dalla Commissione Elettorale Australiana nel 2000. Il Legalize Cannabis Queensland Party è stato fondato nel 2020.
Un certo numero di gruppi australiani e internazionali hanno promosso la riforma riguardo alla politica australiana sulla droga del XXI secolo. Organizzazioni come il Gruppo parlamentare australiano sulla riforma della legge sulla droga, Responsible Choice, la Australian Drug Law Reform Foundation, Norml Australia, Law Enforcement Against Prohibition (LEAP) Australia e Drug Law Reform Australia sostengono la riforma della legge sulla droga senza il beneficio dei finanziamenti governativi. I membri di alcune di queste organizzazioni sono diversi e comprendono pubblico in generale, assistenti sociali, avvocati e medici, e la Commissione globale per le politiche sulla droga ha esercitato un’influenza formativa su molte di queste organizzazioni.
Nel 1994, la Australian National Task Force on Cannabis, formata nell’ambito del Ministerial Council on Drug Strategy, notò che il danno sociale della proibizione della cannabis è maggiore del danno derivante dalla cannabis stessa, le politiche di proibizione totale non hanno avuto successo nel ridurre l’uso di droga e hanno causato notevoli danni sociali, nonché maggiori costi per l’applicazione della legge, l’uso della cannabis è diffuso in Australia e i suoi effetti negativi sulla salute sono modesti e colpiscono solo una minoranza di consumatori.
Nel 2012, il think tank Australia 21, ha pubblicato un rapporto sulla depenalizzazione delle droghe in Australia. hanno osservato che "definendo l'uso personale e il possesso di alcune droghe psicoattive come atti criminali, i governi hanno anche evitato qualsiasi responsabilità di regolamentare e controllare la qualità delle sostanze di uso diffuso". Il proibizionismo ha favorito lo sviluppo di un'industria criminale che sta corrompendo la società civile e il governo e uccidendo i nostri bambini." Il rapporto ha anche evidenziato il fatto che, proprio come l'alcol e il tabacco sono regolamentati per la garanzia della qualità, la distribuzione, la commercializzazione e la tassazione, così come dovrebbe essere attualmente, per le droghe illecite e non regolamentate.
Ci sono state numerose indagini in Australia relative alla cannabis e ad altre droghe illecite, nel 2019 il governo del Queensland ha incaricato la Queensland Productivity Commission di condurre un'indagine sulla reclusione e sulla recidiva nel QLD, il rapporto finale è stato inviato al governo del Queensland il 1º agosto 2019 e pubblicato pubblicamente il 31 gennaio 2020. La commissione ha rilevato che "tutte le prove disponibili dimostrano che la guerra alla droga non riesce a limitare l'uso o l'offerta" e che "la depenalizzazione migliorerebbe la vita dei consumatori di droga senza aumentare il tasso di consumo di droga" con la commissione che alla fine raccomanda al governo del Queensland di legalizzare la cannabis. Il QPC ha affermato che il sistema ha anche alimentato un mercato illegale, in particolare della metanfetamina. Sebbene il governo statale guidato dal Palaszczuk Queensland Labour Party abbia respinto le raccomandazioni della propria commissione e abbia affermato di non avere intenzione di modificare alcuna legge sulla cannabis, una decisione che ha ricevuto un attento esame da parte dei sostenitori della depenalizzazione, legalizzazione, progressiva e non progressista droga allo stesso modo i sostenitori della politica.
Nel 2019, il Royal Australasian College of Physicians (RACP) e St. Vincent's Health Australia hanno invitato il governo del NSW a rendere pubblici i risultati della Commissione speciale d'inchiesta sulla metanfetamina pura detta "Ice", affermando che "non c'erano scuse" per il ritardo. Il rapporto è stato il culmine di mesi di prove da parte di esperti sanitari e giudiziari, nonché di famiglie e comunità colpite da sostanze di tipo anfetaminico in tutto il NSW. Il rapporto formula 109 raccomandazioni volte a rafforzare la risposta del governo del NSW riguardo alle droghe a base di anfetamine come la metanfetamina o la sua forma più pura detta "Ice". Le principali raccomandazioni includevano stanze per l'uso di droghe più supervisionate, un programma di scambio di aghi e siringhe nelle carceri, test sulle sostanze clinicamente supervisionati a livello statale, compresi test mobili sulle pillole ai festival, depenalizzazione delle droghe per uso personale, cessazione dell'uso di cani per il rilevamento della droga durante la musica e limitazione delle perquisizioni. Il rapporto chiede inoltre al governo del NSW di adottare una politica globale su droga e alcol, mentre l'ultima politica su droga e alcol è scaduta più di dieci anni fa. Il commissario del rapporto ha affermato che l'approccio dello Stato al consumo di droga è profondamente imperfetto e che la riforma richiederebbe "leadership politica e coraggio" e che "criminalizzare l'uso e il possesso ci incoraggia a stigmatizzare le persone che fanno uso di droghe come autori delle proprie disgrazie". Howard ha affermato che le leggi attuali "ci consentono il tacito permesso di chiudere un occhio sui fattori che determinano l'uso più problematico di droghe", tra cui l'abuso infantile, la violenza domestica e la malattia mentale. Il governo del NSW ha respinto le raccomandazioni chiave del rapporto, affermando che avrebbe preso in considerazione le altre raccomandazioni rimanenti. Il direttore del Director of the Drug Policy Modelling Program (DPMP) presso il Centro di ricerca sulle politiche sociali dell'UNSW Sydney ha affermato che il governo del NSW ha perso un'opportunità per riformare la risposta dello stato alle droghe sulla base dell'evidenza. Il governo del NSW deve ancora rispondere ufficialmente all'inchiesta a partire da novembre 2020, è stata rilasciata una dichiarazione dal governo in cui si menziona l'intenzione di rispondere entro la fine del 2020.
Nel territorio della capitale australiana, dopo l'approvazione di un disegno di legge il 25 settembre 2019, dal 31 gennaio 2020 sono entrate in vigore nuove leggi che consentivano il possesso fino a 50 grammi di materiale secco, 150 grammi di materiale umido e la coltivazione di 2 piante per individuo fino a 4 piante per famiglia, legalizzando di fatto il possesso e la coltivazione di cannabis nell’ACT. Tuttavia, la vendita e la fornitura di cannabis e semi di cannabis sono ancora illegali, quindi gli effetti delle leggi sono limitati e le leggi contraddicono anche le leggi federali. È inoltre ancora illegale fumare o usare cannabis in un luogo pubblico, esporre un bambino o un giovane al fumo di cannabis, conservarla dove i bambini possono facilmente raggiungerla, coltivarla utilizzando la coltura idroponica o la coltivazione artificiale, coltivare piante che possono essere accessibili facilmente al pubblico, condividere o regalare cannabis ad un'altra persona, guidare sotto effetto di cannabis, stimolare persone di età inferiore a 18 anni a coltivare, possedere o utilizzare cannabis. Il possesso personale e la coltivazione di piccole quantità di cannabis rimangono vietati per scopi non medicinali in ogni altra giurisdizione in Australia.

#### Nuova Zelanda
Il 18 dicembre 2018, il governo guidato dai laburisti ha annunciato un referendum vincolante a livello nazionale sulla legalità della cannabis per uso personale, che si terrà nell’ambito delle elezioni generali del 2020. Questa era una condizione affinché il Partito Verde della Nuova Zelanda desse fiducia e fornisse appoggio esterno al governo. Il 7 maggio 2019, il governo ha annunciato che il referendum sulla cannabis in Nuova Zelanda del 2020 sarebbe consistito in un quesito sì/no per attuare un atto legislativo ancora da creare. Nonostante l’impegno precedente, il referendum sulla proposta di legge sulla legalizzazione e il controllo della cannabis non è stato vincolante e avrebbe dovuto essere presentato in Parlamento e approvato come qualsiasi altro atto legislativo; quindi, il governo non era, di fatto, vincolato all'esito del referendum. I risultati ufficiali delle elezioni generali e dei referendum sono stati pubblicati il 6 novembre 2020. Il numero di contrari alla legalizzazione era del 50,7%, con il 48,4% a favore e con lo 0,9% dei voti che è stato dichiarato informale.